# Chathamisis bayeri
Chathamisis bayeri is een zachte koraalsoort uit de familie Isididae. De koraalsoort komt uit het geslacht Chathamisis. Chathamisis bayeri werd in 1976 voor het eerst wetenschappelijk beschreven door Grant. 